# Reina Itakura
Reina Itakura (板倉 令奈, Itakura Reina), né le 11 mai 1981 à Tokyo est un joueur japonais de basket-ball.